# Роман (цар Болгарії)
Роман — цар Болгарії з 977 до 997 року, з 991 року й до смерті 997 року перебував у Візантійському полоні, однак на батьківщині продовжував вважатись болгарським царем. Молодший син царя Петра I й цариці Ірини. Останній цар з династії хана Крума.

## Життєпис
З 971 до 977 року Роман разом зі своїм старшим братом, болгарським царем Борисом II перебував у візантійському полоні. У цей час Роман був кастрований через бажання імператора Іоанна Цимісхія не допустити продовження династії болгарських царів. 977 року братам удалось втекти, однак на кордоні з Болгарією його брат Борис був прийнятий за візантійського вельможу та вбитий. Роман був визнаний комітопулами як цар і мав цей титул до своєї смерті. Формально Самуїл був при царі Романі воєначальником, але насправді вся реальна влада належала Самуїлу, а цар Роман займався тільки духовним життям.
Іноді Роман брав участь у військових операціях Болгарії. 991 року, під час однієї з битв з військами Василя II Болгаробійці, Роман був узятий в полон, де й перебував до своєї смерті 997 року. Вся повнота влади перейшла до Самуїла. Але під час перебування Романа в полоні Самуїл продовжував вважати Романа царем Болгарії й не претендував на царський титул.